# 李河燮
李 河燮（リ・ハソプ、朝鮮語: 리하섭、1939年 - ）は、朝鮮民主主義人民共和国の政治家。農業相、農業委員会委員長、平壌直轄市農村経理委員会委員長などを歴任した。

## 経歴
1939年に日本統治下の咸鏡南道で生まれた。1984年に平壌直轄市農村経理委員会委員長に任命され、1986年11月に最高人民会議第8期代議員に選出された。1990年7月に政務院農業委員会副委員長に任命され、朝鮮農産物貿易総会社委員長を兼任した。1992年にインドで開催された国際連合食糧農業機関アジア・太平洋地域総会に参加した。1998年7月に農業委員会委員長に進み、同年9月に最高人民会議の決定により政務院が廃止され内閣が設置されると、農業委員会は農業省に改称され、その長である農業相に留任した。2001年2月に農業相を解任されたが、2003年4月に金日成勲章を受賞した。